# X
Az X a latin ábécé 24., a kiterjesztett magyar ábécé 41. betűje. Számítógépes használatban az ASCII kódjai: nagybetű – 88, kisbetű – 120. A betű a latinban a görög khí átvétele, ahol eredeti hangértéke kh, majd ch volt, ezért gyakran a nem latin betűs nyelvek átírásában, akárcsak a nemzetközi fonetikai ábécében ez a betű jelöli a ch hangot (például az Allah vagy a pech szó végén hallható torokhang).

## Hangértéke

### Amagyar nyelvben
Az x több mint száz (főként latin vagy görög, újabban gyakran angol eredetű) szóban és származékaikban fordul elő, jellemzően ksz (olykor gz) hangértékkel. Példák [ksz] hangértékre: alexandrin, annexió, anorexia, apoplexia, axióma, axon, bauxit, bórax, cellux, dextrin, dixieland, elixír, ex(feleség), exa-, excellencia, excentrikus, exhibicionizmus, exhortáció, exhumál, exigens, exkavátor, exklávé, exkluzív, exlex, exogén, exorcizál, expander, expanzió, expedíció, explicit, expó/expozíció, exponál, exponens/exponenciális, export, expozé, expressz/expresszív, extenzív, extra, extrapolál, extravagáns, extrém, extrovertált, extrudál, fax, filoxéra, fix(ál)/fixírsó/bokafix, fixíroz, foxi, foxtrott, főnix, galaxis, gloxínia, hélix, index, inflexió, kick-box, koax, kódex, komplex/komplexus/-um, kontextus, konvex, lasztex, latex, lexikon/lexéma, lurex, lux, luxus, manx, marxizmus, masztix, mátrix, maxima, maximum, mix(el/er)/mixtúra, mixolíd, multiplex, nexus, nikotex, ónix, ortodox, oxalát, oxigén/oxidok/hidroxil, oximoron, oxitocin, oxóniumion, paradox(on), pixel, plexi, praxis, reflex/reflexió, reflux, relaxál, szaxofon, szex(uális), szext/szextett, szextáns, szfinx, szintaxis, taxatív, taxonómia, taxi/taxaméter, taxis, textil, textúra, textus, toxikus/detoxikál, xenon, xerox, xilofon; [gz] hangértékben: exegézis/exegéta, exitál, exodus, exogámia, hexameter. (A lista nem teljes, a különböző szaknyelvekben számos további x-es szó is előfordul, pl. axiális, doxa, exarcha, excenter, exkommunikál, exkuzál, exszikkátor, expediál, expiál, explodál, exteriőr, extrahál, flexibilis, parallaxis, paroxizmus stb., a számítástechnikában angol eredetű szavakként, pl. mailbox, proxy.)
Több mint harminc anyakönyvezhető magyar utónévben fordul elő: Alex/-a/-ander/-andra/-andrina/-ia/-ius, Axel, Beatrix, Eudoxia, Félix, Ixion, Maxim/-a/-ilián/-illa, Medox, Roxán(a), Oxána, Polixéna, Rex/-ana, Roxán(a), Szixtin(a), Szixtusz, Trixi, Xandra, Xavér(ia), Xénia. Országnevek magyar alakjában: Luxemburg, Mexikó; magyar írásmódú helységnevekben (az előbbi kettő fővárosának nevében): Luxembourg, Mexikóváros. Magyar írásmódú személynevekben: Xerxész, Anaximandrosz stb. Cégnevekben: Röltex, Fotex stb. Rövidítésben: BUX. A római számírásban a 10-es jelölésére szolgál. Ismeretlen név pótlásául: X. Y. Szorzásjel (×) helyett is előfordul. (Fesztelen stílusú szövegekben olykor a [ksz] rövidítéseként is megjelenik: soxor, emléxem, igyexik, ill. a veszekszik/veszekedik típusú igék analógiás hatására játékosan: műxik.) Idegen földrajzi nevekben: pl. Alexandria, Bordeaux, Oxford, Texas. Főként idegen cég- és terméknevekben: BMX, DivX, Excel, Explorer, Firefox, Linux, Unix, Xerox, Xbox, XP. Idegen személynevekben: pl. Saint-Exupéry, Marx.
Kb. huszonöt szóban és származékaikban a ksz írásmód figyelhető meg: anziksz, boksz(ol), bokszer, buksza, bukszus, cikszár (egyfajta növény), dakszli, eksztázis, fakszimile, fakszni, fukszia, fukszin, gikszer, hemendeksz, iksz(láb)/ikszel, keksz, koksz, krikszkraksz, makszos,  pikszis, siksze, steksz, suviksz/ol, vaksz(ol), vikszel/-es/-ol/-os (AkH.12 204.). További kb. húsz sz, sz/d, sz/v, sz/z és sz/d/v tövű igében is ez az írásmód áll elő egyes alakokban: cselekszik, dicsekszik, emlékszik, fekszik, gyanakszik, igyekszik, marakszik, menekszik, mosakszik, növekszik, nyalakszik, nyomakszik, szándékszik, tolakszik, törekszik, verekszik, veszekszik, vetekszik. Tulajdonnévben: Mikszáth. Helységnevekben: pl. Szekszárd, Szikszó. Képzett és összetett szavakban is gyakori: pl. ékszer, mákszem, megszűnik, sokszor, vakszik (növény), ideértve a tulajdonneveket is, pl. Csíkszereda, Jászárokszállás, Törökszentmiklós. Tulajdonnévi rövidítésben: SZSZKSZ. Az oroszból átírt nevekben is ksz-et írunk, pl. Alekszandr, Alekszej, Makszim, kivéve pl. a fent említett Marx.
Mivel az sz a magyarban zöngétleníti az előtte álló g-t, a gsz betűkapcsolat is [ksz]-nek hangzik, pl. haragszik, nyugszik, megelégszik, megöregszik, igekötős és toldalékolt szavakban pl.: megszab, végigszenved; legszebb, legszélső, összetett szavakban pl.: hangszer, jogszabály, légszomj, végszó, tulajdonnévben: Beregszász, jövevényszavakban: gengszter, cugszfűrer, idegen névben: Muszorgszkij.
A [gz] hangértéket többnyire a gz betűkapcsolat jelöli, pl. egzakt, egzaltált, vegzál, kivéve a fentebb említett néhányat.

### Más nyelvekben
- Szintén a [ksz] mássalhangzócsoportot jelöli a legtöbb latin betűs nyelvben.
- Az újlatin nyelvek közül bizonyos olaszországi dialektusokban a magyar z-nek felel meg, a katalánban és a portugálban a magyar s hangot jelöli.
- A középkori spanyol írást átvett nyelvekben (például baszk és indián nyelvek) szintén a magyar s hangnak felel meg.
- Az albánban kiejtése dz.

## Jelentései

### Biológia
- x: a női kromoszóma jele

### Fizika
- X-sugarak: a röntgensugárzás eredeti neve

### Kémia
- Xe: A periódusos rendszerben a Xenon (nemesgáz) vegyjele

### Közgazdaságtan
- x: a fogyasztott mennyiség és a marshalli kereslet jele a mikroökonómiai fogyasztáselméletben
- x: a tényezőfelhasználás jele a mikroökonómiai termeléselméletben
- X: az export jele a makroökonómiában

### Matematika
- X: a római tízes számjegy
- x: egy- vagy többismeretlenes egyenletekben az ismeretlen szám
- x: a vízszintes tengely neve

### Statisztika
- x: a független változó jele

### Számítástechnika
- X Window System
- X – a Twitter mikroblog újabb neve

### Egyéb
- X Japan, japán metálegyüttes
- X: az általános ismeretlen jele
- X: a globális, azaz az egységes világ rendszerének a jele